# Saint-Jean-du-Doigt
Saint-Jean-du-Doigt (en bretó Sant-Yann-ar-Biz) és un municipi francès, situat a la regió de Bretanya, al departament de Finisterre. L'any 2006 tenia 636 habitants.

## Demografia
| 1962                                       | 1968 | 1975 | 1982 | 1990 | 1999 |
| ------------------------------------------ | ---- | ---- | ---- | ---- | ---- |
| 865                                        | 818  | 688  | 656  | 661  | 628  |
| Des de 1962: població sense dobles comptes |      |      |      |      |      |

## Administració
| Període | Identitat      | Partit |
| ------- | -------------- | ------ |
| 2001-   | Hervé Quéméner |        |